# Haga (Giappone)
Haga (芳賀町?) è una cittadina giapponese della prefettura di Tochigi.